# Econlib
Библиотека за икономика и свобода (на английски: Library of Economics and Liberty, Econlib) е свободна онлайн библиотека за книги и статии по икономика.
Спонсорира се от организацията с нестопанска цел Liberty Fund. Библиотеката дава достъп до образователни ресурси в областта на икономическата мисъл. Тя е онлайн от февруари 1999 г.
Econlib хоства няколко разни източници, включително ежедневни, седмични и месечни статии, подкасти (podcasts) и блогове, всички списвани от икономисти.